# 御巣鷹山
御巣鷹山（おすたかやま）は群馬県多野郡上野村にある標高1,639mの山。

## 地理
秩父山地の北部、群馬県南部の上野村に位置する。すぐ南側は長野県との県境の山であり、御巣鷹山はその山から群馬県側に突き出た尾根上に位置する。そのため御巣鷹山自体は県境にかかっておらず、標高も県境の山より低いため長野県側から当山を望むことはできない。山頂には「帝釈山」という名称の三等三角点が設置されている。
なお、山梨県の都留市・富士河口湖町にまたがる三つ峠にも同名の山が存在する。盛本昌広「軍需物資から見た戦国合戦」（2008年、洋泉社）によれば、巣鷹とは鷹狩りに使う鷹の雛のことで、巣鷹を取ってきて鷹狩り用に育成する関係から巣鷹を取る山は大名によって住民の立ち入りを禁止する等の施策がとられていた。

## ギャラリー

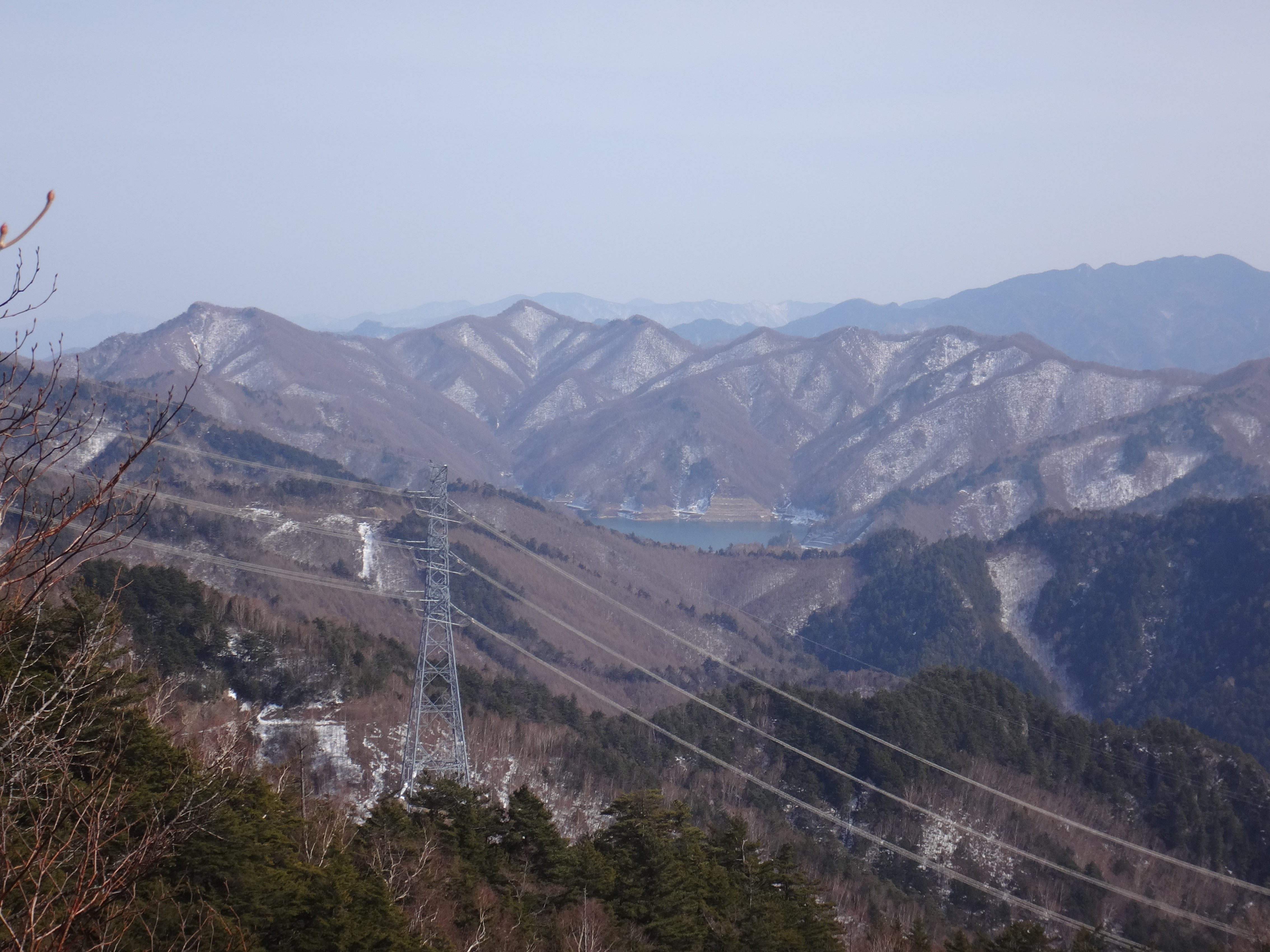
御座山からの御巣鷹山

## 航空事故現場
1985年8月12日に発生した日本航空123便墜落事故の際に、多くの報道で「御巣鷹山に墜落」と伝えられたことで有名になったが、実際に墜落した場所は本山ではなく、そこから南南東約1.7キロの場所にある高天原山系に属する尾根である（墜落地点：北緯36度0分5.41961秒 東経138度41分37.68596秒 / 北緯36.0015054472度 東経138.6938016556度）。事故当初は無名の場所であったが、捜査上事故現場の名称が必要になったことから、群馬県警察の依頼を受け、当時の上野村村長であった黒沢丈夫によって、「御巣鷹の尾根」と命名されている。

## 隣接する山
- 高天原山
- 諏訪山
- 御座山